# Topobea crassifolia
Topobea crassifolia là một loài thực vật có hoa trong họ Mua. Loài này được (Almeda) Almeda miêu tả khoa học đầu tiên năm 1990.